# Blue Panorama Airlines

Piaggio P.180 "Avanti" in attesa di un imbarco.

Blue Panorama Airlines S.p.A. è stata una compagnia aerea attiva nei settori di linea e charter, fondata a Roma nel 1998 e le cui basi principali erano gli aeroporti di Roma-Fiumicino e Milano-Malpensa. Inizialmente voli di linea e charter furono principalmente abbinati ai pacchetti di viaggio del tour operator Settemari.
Per problemi economici la società ha cessato le operazioni di volo il 27 ottobre 2021. Il 15 dicembre 2022 il Tribunale di Milano ha emesso un decreto di "improcedibilità al concordato preventivo", spegnendo definitivamente le residue speranze della società e quelle di decine di dipendenti.

## Storia
Blue Panorama Airlines è stata una società a capitale privato totalmente italiano, inizialmente dedicata a voli charter internazionali e nazionali destinati alla clientela privata, ai tour operator e alle aziende convenzionate.
Fondata a Roma il 3 settembre 1998 da Franco Pecci (ex rappresentante in Italia di Air Congo/Air Zaire), Sandro Giulianelli e Antonio De Ponti, e membro IATA dal 2002, l'azienda impiantò le due basi operative principali presso gli aeroporti di Roma-Fiumicino e Milano-Malpensa. Le attività di volo iniziarono il 26 dicembre 1998 mentre il 15 settembre del 2000 furono aggiunti i primi collegamenti su base regolare.
Tra il 2003 e il 2004 fu attivata Executive Blue, un marchio che costituiva l'ingresso della società anche nel settore dei voli d'affari. La clientela aveva a disposizione un bimotore di costruzione nazionale Piaggio P.180 "Avanti" con allestimento interno per cinque o sei posti.
Nel 2005, alle attività già in corso, fu affiancato il marchio Blu-Express (Blue-Express.com) per designare voli low cost a medio e corto raggio sia nazionali che internazionali, tutti effettuati con i bireattori Boeing 737/ 300-400-500.

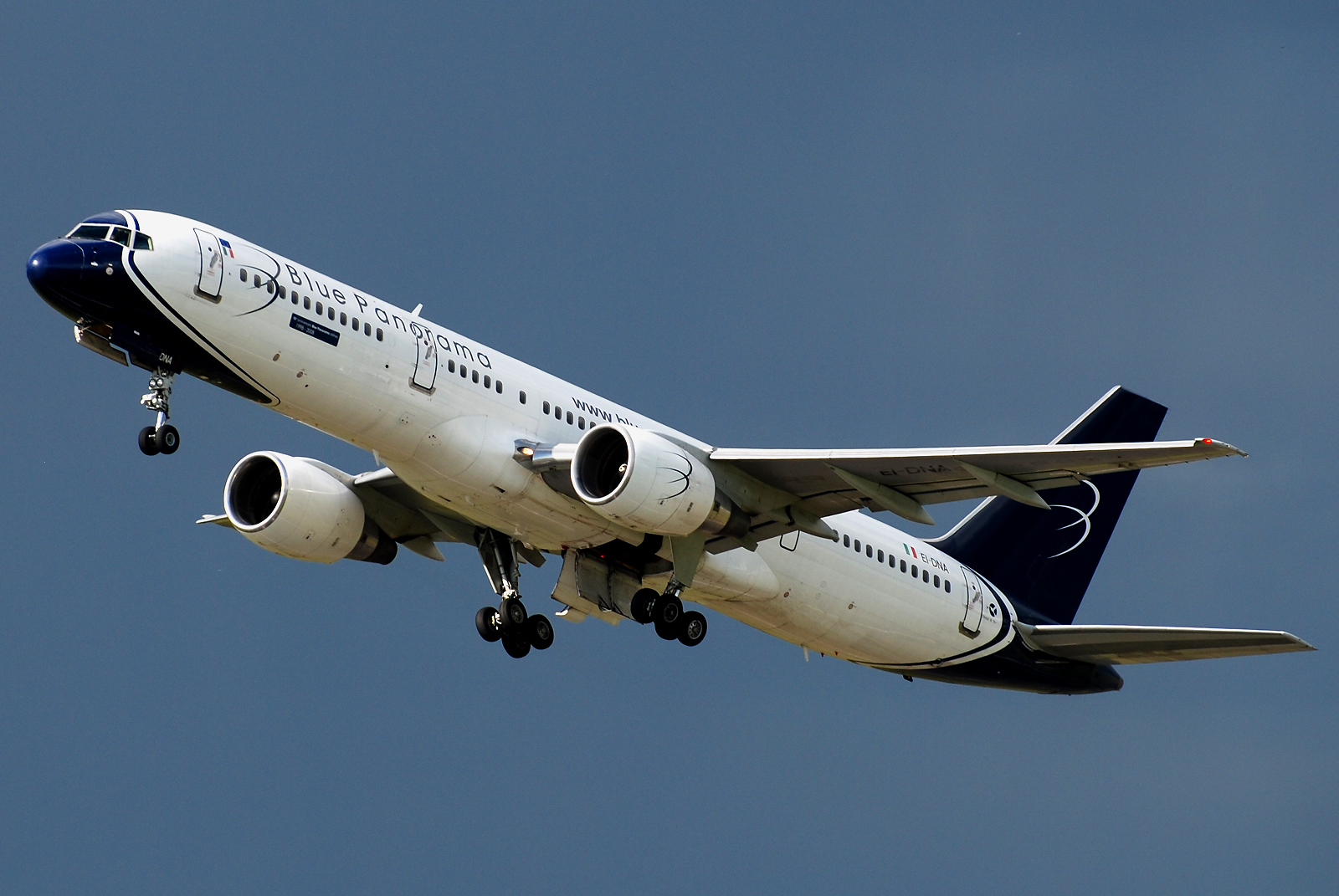
Un Boeing 757-200.

Le attività si sono svolte regolarmente per circa un decennio, con incremento delle destinazioni, del numero dei velivoli in flotta e del personale. Agli iniziali Boeing 737 si aggiunsero presto i più capienti Boeing 757 e poi anche i Boeing 767, questi ultimi la macchina standard per tutte le destinazioni a lungo raggio. Frequenti anche i noleggi a breve e medio termine di alcuni velivoli per conto di altre compagnie aeree.
La società iniziò ad avere le prime difficoltà nel 2012 quando non andò a buon fine un progetto di integrazione con Alitalia e si avviò un contenzioso con la società di gestione dell'aeroporto di Reggio Calabria per mancato pagamento di servizi a terra. Dopo un periodo di concordato preventivo in continuità aziendale, nel 2014 fu posta dal Tribunale di Roma in amministrazione straordinaria con Giuseppe Leogrande nel ruolo di commissario. Dopo un paio di tentativi di vendita andati a vuoto, alla fine del 2017 Blue Panorama fu acquisita dal solido Gruppo Uvet, con a capo Luca Patanè, "patron" e presidente. Nondimeno l'aerolinea entrò in liquidazione giudiziale a seguito dell'inammissibilità da parte del Tribunale di Milano alla procedura di concordato preventivo.
Nel 2019 il Gruppo Uvet dichiarò di voler acquistare alcuni Airbus A330-200 per sostituire gli ormai anzianotti Boeing 767-300ER. Nello stesso anno, durante il mese di ottobre, la società annunciò che, entro la fine dell'anno, avrebbe cambiato la propria identità visiva adottando il marchio Luke Air. Fu anche presentata la nuova livrea gialla e blu, sul primo Airbus A330-200 acquistato da Qatar Airways e ricevuto nel marzo 2020 (un secondo esemplare arrivò nel novembre 2020).
Nell'ottobre 2020 il Gruppo Uvet ricevette un contributo statale come fondo dì compensazione per Blue Panorama di 45 milioni dì euro. Tale intervento non fu risolutivo e il 27 ottobre 2021 l'azienda interruppe le attività di volo. La società fu ammessa dal Tribunale di Milano alla procedura di concordato con riserva. Il vettore aveva tempo fino al 28 febbraio 2022 per cercare una soluzione. Nel frattempo, il 21 dicembre 2021, i dipendenti, senza stipendio da mesi, protestarono assieme ai sindacati sotto gli uffici di Uvet di Milano.
Nel mese di maggio 2022 venne data notizia della cessione della società al fondo d'investimento statunitense Bateleur Capital, con un accordo preliminare che doveva essere autorizzato dagli enti regolatori. Nel mese successivo, settembre 2022, l'ENAC prorogò la sospensione delle licenze di volo e del COA fino a marzo 2023, per poi revocarle definitivamente.

## Destinazioni
A tutto il gennaio 2021 Blue Panorama operava verso 41 destinazioni sia dallo scalo principale, Roma-Fiumicino, che dalle altre basi italiane.
Operava voli verso i seguenti Paesi:
- Africa: Capo Verde, Egitto, Kenya, Madagascar, Senegal, Tanzania.
- Caraibi: Bahamas, Cuba, Messico, Repubblica Dominicana, Antigua.
- Europa: Grecia, Italia, Albania.

Nel 2021, la maggior parte dei voli fu comunque sospesa a causa della pandemia di COVID-19, che è stata l'occasione per effettuare vari voli umanitari e voli di rimpatrio dall'estero verso l'Italia.

## Profilo societario

### Certificazioni
Blue Panorama Airlines è stato un vettore aereo certificato secondo la normativa vigente per gli stati membri dell'Unione Europea, e membro dell'International Airlines Transport Association (IATA) dal 2002.
Il codice IATA della compagnia era BV. Il codice triletterale assegnato dall'ICAO (Civil Aviation Organization) era BPA. Blue Panorama Airlines fu certificata dalla IATA come operatore conforme agli standard di sicurezza presenti nel programma IATA Operational Safety Audit (IOSA). Blue Panorama Airlines era inoltre membro dell'International Air Carrier Association (IACA). Era certificata dall'ENAC secondo gli standard europei (EASA) necessari per il mantenimento della navigabilità degli aeroplani in flotta e per la manutenzione dei propri aeromobili e di terzi negli aeroporti di Roma-Fiumicino, Milano-Malpensa e La Romana nella Repubblica Dominicana.

### Licenza e concordato preventivo
Nell'ottobre 2012, Blue Panorama chiese di essere ammessa alla procedura di concordato preventivo in continuità ai sensi del Decreto Sviluppo, parallela alla norma statunitense Chapter 11. Successivamente, ENAC (Ente Nazionale per l'Aviazione Civile) rilasciò una licenza provvisoria ai sensi dell'art.9 del Regolamento 1008/2008. Il rilascio della licenza provvisoria è un provvedimento previsto dalla normativa europea per quei vettori che, a fronte di difficoltà finanziarie, presentino un realistico piano di ristrutturazione aziendale da attuare nell'arco di dodici mesi, che non impatta sugli aspetti operativi e che non comporta variazioni né in termini di sicurezza né di regolarità dei collegamenti.
Nel gennaio 2014, Blue Panorama chiese l'amministrazione straordinaria e l'abbandono della procedura di concordato preventivo in continuità. La gestione dell'azienda fu lasciata al fondatore. I voli e le altre attività d'impresa proseguirono regolarmente.

### Controversie
Tra il 2011 e 2012, Blue Panorama è stata oggetto di interesse da parte di Alitalia nell'ambito di un piano di acquisti comprendente anche la compagnia Wind Jet. L'ipotesi di acquisizione suscitò perplessità da parte dell'ENAC per un presunto rischio di posizione dominante. Nell'aprile 2012 fu comunicato il mancato raggiungimento di un accordo di integrazione tra le suddette aziende.
Nel dicembre 2012, SO.G.A.S (Società di Gestione per l'Aeroporto dello Stretto) contestava a Blue Panorama il mancato pagamento di debiti per un ammontare di 1,2 milioni di €uro e sottolineava come la società, che si trovava in concordato preventivo, fosse protetta dalla normativa in materia (blocco di azioni risarcitorie o altre forme di ingiunzioni di pagamento a favore di eventuali creditori). Successivamente, Blue Panorama precisava che il debito ammontava a 529.000 euro e che il concordato preventivo in continuità era un'innovazione introdotta dal Decreto Sviluppo sulla sorta dello statunitense del Chapter 11.

### Sponsorizzazioni e altre attività
- Tra il 2001 e il 2005, sponsor istituzionale della Juventus F.C. e fornitore ufficiale dei servizi per il trasporto di staff e squadra.

- Tra il 2008 e il 2011, è stata main partner dei Nastri d’Argento.[19]

- Nel 2011, è stata partner della mostra Caravaggio a Cuba, organizzata presso il Museo Nazionale di Belle Arti de L'Avana.

- Tra il 2011 e il 2012, ha sponsorizzato il Ravello Festival e l'evento Suoni Meticci Live organizzato dall'Associazione Nazionale di Amicizia Italia-Cuba per promuovere la raccolta fondi per i bambini cubani ammalati di tumore.[20]

- Nel 2012, in collaborazione con Cubana de Aviación S.A, ha messo a disposizione la propria capacità cargo per trasportare medicinali alla popolazione della città di Santiago de Cuba.[21]

- In occasione del viaggio apostolico di Papa Benedetto XVI a Cuba, la compagnia ha organizzato il trasporto del coccodrillo donato al Pontefice dal Bio Parco di Roma.[22]

- Nel 2013, ha ricevuto una targa di ringraziamento dalla Comunità di Sant'Egidio per il sostegno dato a Cuba e ai giovani cubani, per aver messo a disposizione i propri aeromobili e per aver contribuito all'acquisto di una sede della Comunità nella zona orientale di Cuba, la Casa de paz y dialogo ad Holguín.

## Flotta

### Flotta storica

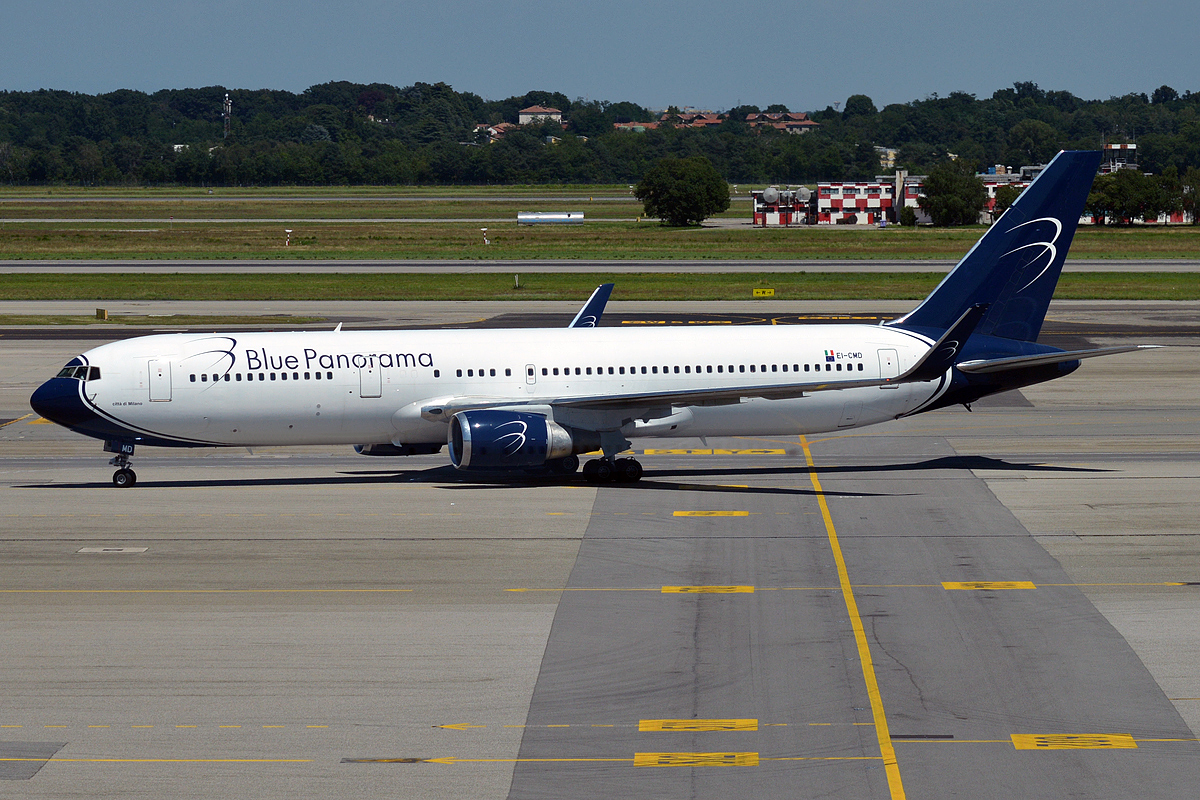
Un Boeing 767-300ER.

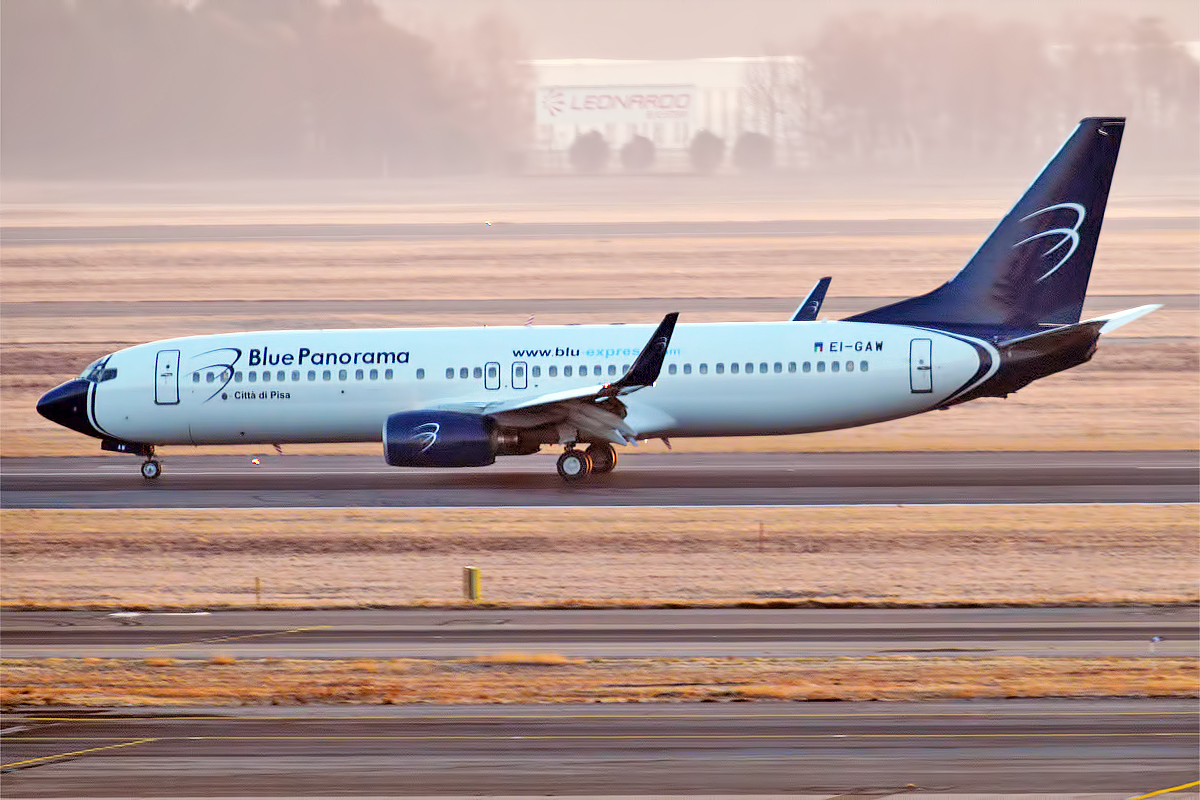
Un Boeing 737-800.

Nel corso degli anni Blue Panorama Airlines ha operato con i seguenti modelli di aeromobili: